# Gran Premio di superbike d'Europa 2005
Il Gran Premio di superbike d'Europa 2005 è stato la quinta prova su dodici del campionato mondiale Superbike 2005, disputato il 29 maggio sul circuito di Silverstone, in gara 1 ha visto la vittoria di Régis Laconi davanti a Troy Corser e James Toseland, la gara 2 è stata vinta da James Toseland che ha preceduto Troy Corser e Noriyuki Haga.
La vittoria nella gara valevole per il campionato mondiale Supersport 2005 è stata ottenuta da Sébastien Charpentier, mentre la gara della Superstock 1000 FIM Cup viene vinta da Massimo Roccoli e quella del campionato Europeo della classe Superstock 600 da Claudio Corti.
Diversamente dagli anni precedenti in cui il GP d'Europa veniva disputato sul circuito di Brands Hatch, in questa occasione si è corso su una versione accorciata del circuito di Silverstone.

## Risultati

### Gara 1

#### Arrivati al traguardo[6]
| Pos. | Nº  | Pilota              | Squadra                     | Motocicletta       | Giri | Tempo     | Griglia | Punti |
| ---- | --- | ------------------- | --------------------------- | ------------------ | ---- | --------- | ------- | ----- |
| 1º   | 55  | Régis Laconi        | Ducati Xerox                | Ducati 999F05      | 28   | 40:58.899 | 3º      | 25    |
| 2º   | 11  | Troy Corser         | Alstare Suzuki Corona Extra | Suzuki GSXR1000 K5 | 28   | +0:00.096 | 4º      | 20    |
| 3º   | 1   | James Toseland      | Ducati Xerox                | Ducati 999F05      | 28   | +0:01.136 | 7º      | 16    |
| 4º   | 77  | Chris Vermeulen     | Winston Ten Kate Honda      | Honda CBR 1000RR   | 28   | +0:11.285 | 5º      | 13    |
| 5º   | 7   | Pierfrancesco Chili | Klaffi Honda                | Honda CBR 1000RR   | 28   | +0:14.649 | 13º     | 11    |
| 6º   | 9   | Chris Walker        | PSG-1 Kawasaki Corse        | Kawasaki ZX10      | 28   | +0:16.461 | 8º      | 10    |
| 7º   | 76  | Max Neukirchner     | Klaffi Honda                | Honda CBR 1000RR   | 28   | +0:40.465 | 10º     | 9     |
| 8º   | 200 | Giovanni Bussei     | Kawasaki Bertocchi          | Kawasaki ZX10      | 28   | +0:43.265 | 17º     | 8     |
| 9º   | 30  | José Luis Cardoso   | D.F.X. Treme                | Yamaha YZF R1      | 28   | +0:46.411 | 6º      | 7     |
| 10º  | 31  | Karl Muggeridge     | Winston Ten Kate Honda      | Honda CBR 1000RR   | 28   | +0:49.211 | 11º     | 6     |
| 11º  | 71  | Yukio Kagayama      | Alstare Suzuki Corona Extra | Suzuki GSXR1000 K5 | 28   | +0:51.706 | 1º      | 5     |
| 12º  | 6   | Mauro Sanchini      | PSG-1 Kawasaki Corse        | Kawasaki ZX10      | 28   | +0:56.374 | 23º     | 4     |
| 13º  | 88  | Andrew Pitt         | Yamaha Motor Italia WSB     | Yamaha YZF R1      | 28   | +1:11.602 | 9º      | 3     |
| 14º  | 25  | Alessio Velini      | Team Pedercini              | Ducati 999RS       | 28   | +1:25.186 | 25º     | 2     |
| 15º  | 17  | Miguel Praia        | DFXtreme Sterilgarda        | Yamaha YZF R1      | 28   | +1:25.974 | 27º     | 1     |
| 16º  | 21  | Michel Nickmans     | Zone Rouge                  | Yamaha YZF R1      | 28   | +1:26.774 | 26º     |       |

#### Ritirati
| Nº  | Pilota            | Squadra                   | Motocicletta     | Giri | Griglia |
| --- | ----------------- | ------------------------- | ---------------- | ---- | ------- |
| 99  | Steve Martin      | Foggy Petronas Racing     | Petronas FP1     | 27   | 24º     |
| 41  | Noriyuki Haga     | Yamaha Motor Italia WSB   | Yamaha YZF R1    | 25   | 2º      |
| 155 | Ben Bostrom       | Renegade Koji             | Honda CBR 1000RR | 23   | 15º     |
| 3   | Norifumi Abe      | Yamaha Motor France-Ipone | Yamaha YZF R1    | 22   | 14º     |
| 52  | Massimo Roccoli   | Italia Lorenzini by Leoni | Yamaha YZF R1    | 11   | 16º     |
| 24  | Garry McCoy       | Foggy Petronas Racing     | Petronas FP1     | 8    | 12º     |
| 57  | Lorenzo Lanzi     | Ducati SC Caracchi        | Ducati 999RS     | 1    | 22º     |
| 12  | Lorenzo Alfonsi   | D.F.X. Treme              | Yamaha YZF R1    | 0    | 20º     |
| 10  | Fonsi Nieto       | Ducati SC Caracchi        | Ducati 999RS     | 0    | 21º     |
| 32  | Sébastien Gimbert | Yamaha Motor France-Ipone | Yamaha YZF R1    | 0    | 19º     |
| 8   | Ivan Clementi     | Team Pedercini            | Ducati 999RS     | 0    | 18º     |

### Gara 2

#### Arrivati al traguardo[7]
| Pos. | Nº  | Pilota              | Squadra                     | Motocicletta       | Giri | Tempo     | Griglia | Punti |
| ---- | --- | ------------------- | --------------------------- | ------------------ | ---- | --------- | ------- | ----- |
| 1º   | 1   | James Toseland      | Ducati Xerox                | Ducati 999F05      | 28   | 40:55.190 | 7º      | 25    |
| 2º   | 11  | Troy Corser         | Alstare Suzuki Corona Extra | Suzuki GSXR1000 K5 | 28   | +0:00.473 | 4º      | 20    |
| 3º   | 41  | Noriyuki Haga       | Yamaha Motor Italia WSB     | Yamaha YZF R1      | 28   | +0:03.187 | 2º      | 16    |
| 4º   | 77  | Chris Vermeulen     | Winston Ten Kate Honda      | Honda CBR 1000RR   | 28   | +0:06.691 | 5º      | 13    |
| 5º   | 7   | Pierfrancesco Chili | Klaffi Honda                | Honda CBR 1000RR   | 28   | +0:16.923 | 13º     | 11    |
| 6º   | 9   | Chris Walker        | PSG-1 Kawasaki Corse        | Kawasaki ZX10      | 28   | +0:17.057 | 8º      | 10    |
| 7º   | 71  | Yukio Kagayama      | Alstare Suzuki Corona Extra | Suzuki GSXR1000 K5 | 28   | +0:28.248 | 1º      | 9     |
| 8º   | 3   | Norifumi Abe        | Yamaha Motor France-Ipone   | Yamaha YZF R1      | 28   | +0:31.760 | 14º     | 8     |
| 9º   | 88  | Andrew Pitt         | Yamaha Motor Italia WSB     | Yamaha YZF R1      | 28   | +0:32.084 | 9º      | 7     |
| 10º  | 31  | Karl Muggeridge     | Winston Ten Kate Honda      | Honda CBR 1000RR   | 28   | +0:36.492 | 11º     | 6     |
| 11º  | 57  | Lorenzo Lanzi       | Ducati SC Caracchi          | Ducati 999RS       | 28   | +0:39.470 | 22º     | 5     |
| 12º  | 8   | Ivan Clementi       | Team Pedercini              | Ducati 999RS       | 28   | +0:40.182 | 18º     | 4     |
| 13º  | 24  | Garry McCoy         | Foggy Petronas Racing       | Petronas FP1       | 28   | +0:41.325 | 12º     | 3     |
| 14º  | 155 | Ben Bostrom         | Renegade Koji               | Honda CBR 1000RR   | 28   | +0:46.096 | 15º     | 2     |
| 15º  | 52  | Massimo Roccoli     | Italia Lorenzini by Leoni   | Yamaha YZF R1      | 28   | +0:56.251 | 16º     | 1     |
| 16º  | 200 | Giovanni Bussei     | Kawasaki Bertocchi          | Kawasaki ZX10      | 28   | +0:56.733 | 17º     |       |
| 17º  | 6   | Mauro Sanchini      | PSG-1 Kawasaki Corse        | Kawasaki ZX10      | 28   | +0:58.902 | 23º     |       |
| 18º  | 76  | Max Neukirchner     | Klaffi Honda                | Honda CBR 1000RR   | 28   | +1:04.667 | 10º     |       |
| 19º  | 25  | Alessio Velini      | Team Pedercini              | Ducati 999RS       | 28   | +1:13.561 | 25º     |       |
| 20º  | 99  | Steve Martin        | Foggy Petronas Racing       | Petronas FP1       | 28   | +1:17.669 | 24º     |       |
| 21º  | 21  | Michel Nickmans     | Zone Rouge                  | Yamaha YZF R1      | 28   | +1:25.339 | 26º     |       |

#### Ritirati
| Nº | Pilota            | Squadra              | Motocicletta  | Giri | Griglia |
| -- | ----------------- | -------------------- | ------------- | ---- | ------- |
| 10 | Fonsi Nieto       | Ducati SC Caracchi   | Ducati 999RS  | 20   | 21º     |
| 17 | Miguel Praia      | DFXtreme Sterilgarda | Yamaha YZF R1 | 12   | 27º     |
| 55 | Régis Laconi      | Ducati Xerox         | Ducati 999F05 | 1    | 3º      |
| 30 | José Luis Cardoso | D.F.X. Treme         | Yamaha YZF R1 | 1    | 6º      |

### Supersport

#### Arrivati al traguardo
| Pos. | Nº  | Pilota                | Squadra                     | Motocicletta    | Giri | Tempo     | Griglia | Punti |
| ---- | --- | --------------------- | --------------------------- | --------------- | ---- | --------- | ------- | ----- |
| 1º   | 16  | Sébastien Charpentier | Winston Ten Kate Honda      | Honda CBR 600RR | 28   | 41'53.540 | 1º      | 25    |
| 2º   | 11  | Kevin Curtain         | Yamaha Motor Germany        | Yamaha YZF R6   | 28   | +2.843    | 2º      | 20    |
| 3º   | 99  | Fabien Foret          | Megabike                    | Honda CBR 600RR | 28   | +20.405   | 5º      | 16    |
| 4º   | 8   | Stéphane Chambon      | Gil Motor Sport             | Honda CBR 600RR | 28   | +22.363   | 9º      | 13    |
| 5º   | 23  | Broc Parkes           | Yamaha Motor Germany        | Yamaha YZF R6   | 28   | +24.823   | 7º      | 11    |
| 6º   | 77  | Barry Veneman         | Suzuki Nederland            | Suzuki GSX 600R | 28   | +32.010   | 10º     | 10    |
| 7º   | 69  | Gianluca Nannelli     | Ducati SC Caracchi          | Ducati 749 R    | 28   | +33.642   | 4º      | 9     |
| 8º   | 13  | Alessio Corradi       | Ducati Selmat               | Ducati 749 R    | 28   | +37.326   | 15º     | 8     |
| 9º   | 21  | Katsuaki Fujiwara     | Winston Ten Kate Honda      | Honda CBR 600RR | 28   | +37.789   | 6º      | 7     |
| 10º  | 25  | Tatu Lauslehto        | Klaffi Honda                | Honda CBR 600RR | 28   | +37.828   | 12º     | 6     |
| 11º  | 45  | Sébastien Le Grelle   | Le Grelle Dholda in Action  | Honda CBR 600RR | 28   | +47.018   | 14º     | 5     |
| 12º  | 12  | Javier Forés          | Alstare Suzuki Corona Extra | Suzuki GSX 600R | 28   | +47.498   | 16º     | 4     |
| 13º  | 64  | Julien Da Costa       | Lightspeed Kawasaki         | Kawasaki ZX 6RR | 28   | +48.495   | 24º     | 3     |
| 14º  | 27  | Tom Tunstall          | Hardinge Bridgeport         | Honda CBR 600RR | 28   | +50.780   | 20º     | 2     |
| 15º  | 19  | Jarno Janssen         | Suzuki Nederland            | Suzuki GSX 600R | 28   | +52.972   | 17º     | 1     |
| 16º  | 24  | Christophe Cogan      | Moto 1 - Suzuki             | Suzuki GSX 600R | 28   | +53.615   | 18º     |       |
| 17º  | 127 | Robbin Harms          | Stiggy Motorsports          | Honda CBR 600RR | 28   | +54.846   | 23º     |       |
| 18º  | 30  | Alessandro Antonello  | Kawasaki Bertocchi          | Kawasaki ZX 6RR | 28   | +1'20.242 | 19º     |       |
| 19º  | 58  | Tomas Miksovsky       | Intermoto Czech Republic    | Honda CBR 600RR | 28   | +1'23.737 | 25º     |       |
| 20º  | 28  | Sami Penna            | Ajo Promotion               | Honda CBR 600RR | 28   | +1'23.780 | 26º     |       |

#### Ritirati
| Nº  | Pilota          | Squadra                     | Motocicletta    | Giri | Griglia |
| --- | --------------- | --------------------------- | --------------- | ---- | ------- |
| 59  | Paweł Szkopek   | Intermoto Czech Republic    | Honda CBR 600RR | 22   | 27º     |
| 100 | Topi Haarala    | Ajo Motorsport              | Honda CBR 600RR | 22   | 22º     |
| 84  | Michel Fabrizio | Italia Megabike             | Honda CBR 600RR | 21   | 8º      |
| 83  | Craig Jones     | Northpoint Ekerold Honda    | Honda CBR 600RR | 4    | 3º      |
| 14  | Andrea Berta    | Ducati Selmat               | Ducati 749 R    | 3    | 28º     |
| 116 | Johan Stigefelt | Stiggy Motorsports          | Honda CBR 600RR | 2    | 13º     |
| 85  | Cal Crutchlow   | Northpoint Ekerold Honda    | Honda CBR 600RR | 2    | 11º     |
| 88  | Julien Enjolras | Tati Team Beaujolais Racing | Yamaha YZF R6   | 1    | 21º     |

### Superstock 1000

#### Arrivati al traguardo
| Pos. | Nº | Pilota               | Squadra                     | Motocicletta     | Giri | Tempo     | Griglia | Punti |
| ---- | -- | -------------------- | --------------------------- | ---------------- | ---- | --------- | ------- | ----- |
| 1º   | 55 | Massimo Roccoli      | Italia Lorenzini by Leoni   | Yamaha YZF R1    | 15   | 22'40.167 | 1º      | 25    |
| 2º   | 41 | Craig Coxhell        | EMS Racing                  | Suzuki GSX 1000R | 15   | +0.218    | 6º      | 20    |
| 3º   | 54 | Kenan Sofuoğlu       | Yamaha Motor Germany        | Yamaha YZF R1    | 15   | +0.708    | 2º      | 16    |
| 4º   | 69 | Didier Van Keymeulen | Yamaha Motor Germany        | Yamaha YZF R1    | 15   | +3.790    | 4º      | 13    |
| 5º   | 37 | William De Angelis   | Team Trasimeno              | Yamaha YZF R1    | 15   | +8.175    | 8º      | 11    |
| 6º   | 16 | Enrique Rocamora     | HP Racing                   | Suzuki GSX 1000R | 15   | +9.037    | 11º     | 10    |
| 7º   | 32 | Alex Martinez        | PMS Corse                   | Yamaha YZF R1    | 15   | +9.472    | 7º      | 9     |
| 8º   | 9  | Luca Scassa          | Ormeni Racing               | Yamaha YZF R1    | 15   | +10.253   | 5º      | 8     |
| 9º   | 31 | Vittorio Iannuzzo    | Gimotorsport UnionBikeDucci | MV Agusta        | 15   | +15.612   | 13º     | 7     |
| 10º  | 53 | Alessandro Polita    | Celani - Suzuki Italia      | Suzuki GSX 1000R | 15   | +18.134   | 16º     | 6     |
| 11º  | 11 | Denis Sacchetti      | PSG-1 Corse                 | Kawasaki ZX10    | 15   | +18.349   | 19º     | 5     |
| 12º  | 48 | Fabrizio De Marco    | Gimotorsport UnionBikeDucci | MV Agusta        | 15   | +18.994   | 12º     | 4     |
| 13º  | 40 | Hervé Gantner        | Badan Yamaha                | Yamaha YZF R1    | 15   | +19.559   | 10º     | 3     |
| 14º  | 88 | Victor Cox           | Beowulf Motorsport.com      | Suzuki GSX 1000R | 15   | +19.894   | 20º     | 2     |
| 15º  | 24 | Marko Jerman         | MD Team Jerman              | Suzuki GSX 1000R | 15   | +25.803   | 21º     | 1     |
| 16º  | 86 | Ayrton Badovini      | EVR Corse Biassono Racing   | MV Agusta        | 15   | +28.524   | 18º     |       |
| 17º  | 34 | José Hurtado         | Alapont Competition         | Yamaha YZF R1    | 15   | +36.270   | 22º     |       |
| 18º  | 77 | Nicolas Saelens      | Racing Dirk Van Mol         | Suzuki GSX 1000R | 15   | +38.104   | 24º     |       |
| 19º  | 73 | Martin Choy          | Prista Oil Racing           | Suzuki GSX 1000R | 15   | +38.455   | 25º     |       |
| 20º  | 25 | Olivier Depoorter    | Autophone Racing            | Yamaha YZF R1    | 15   | +41.084   | 23º     |       |
| 21º  | 12 | Denny Lannoo         | Zone Rouge                  | Yamaha YZF R1    | 15   | +51.317   | 27º     |       |
| 22º  | 21 | Giacomo Romanelli    | PMS Corse                   | Yamaha YZF R1    | 15   | +52.712   | 14º     |       |
| 23º  | 82 | Yann Gyger           | Team Tyger                  | Suzuki GSX 1000R | 15   | +1'08.467 | 29º     |       |
| 24º  | 22 | Leroy Verboven       | Herman Verboven Racing      | Suzuki GSX 1000R | 15   | +1'20.546 | 31º     |       |
| 25º  | 68 | Daniele Vaghi        | EVR Corse Biassono Racing   | MV Agusta        | 15   | +1'21.293 | 28º     |       |

#### Ritirati
| Nº | Pilota             | Squadra                     | Motocicletta       | Giri | Griglia |
| -- | ------------------ | --------------------------- | ------------------ | ---- | ------- |
| 5  | Riccardo Chiarello | Alstare Suzuki Corona Extra | Suzuki GSXR1000 K5 | 12   | 3º      |
| 28 | Sepp Vermonden     | Racing Dirk Van Mol         | Suzuki GSX 1000R   | 6    | 17º     |
| 47 | Richard Cooper     | MS Akuna Racing             | Honda CBR 1000RR   | 6    | 15º     |

### Superstock 600

#### Arrivati al traguardo
| Pos. | Nº | Pilota                 | Squadra                     | Motocicletta    | Giri | Tempo     | Griglia | Punti |
| ---- | -- | ---------------------- | --------------------------- | --------------- | ---- | --------- | ------- | ----- |
| 1º   | 71 | Claudio Corti          | Trasimeno                   | Yamaha YZF R6   | 14   | 21'52.823 | 1º      | 25    |
| 2º   | 32 | Yoann Tiberio          | Junior Team Megabike        | Honda CBR 600RR | 14   | +4.113    | 2º      | 20    |
| 3º   | 21 | Maxime Berger          | MBE                         | Honda CBR 600RR | 14   | +5.731    | 5º      | 16    |
| 4º   | 59 | Niccolò Canepa         | Kawasaki Bertocchi          | Kawasaki ZX 6RR | 14   | +11.650   | 3º      | 13    |
| 5º   | 55 | Loic Napoleone         | Lightspeed Kawasaki         | Kawasaki ZX 6RR | 14   | +26.486   | 4º      | 11    |
| 6º   | 88 | Andrea Antonelli       | Lightspeed Kawasaki         | Kawasaki ZX 6RR | 14   | +26.830   | 6º      | 10    |
| 7º   | 68 | David Forner           | Alapont Competition         | Honda CBR 600RR | 14   | +41.857   | 14º     | 9     |
| 8º   | 16 | Agustín Pérez Muñoz    | Alapont Competition         | Honda CBR 600RR | 14   | +45.090   | 10º     | 8     |
| 9º   | 37 | Henri Taipale          | Ajo Promotion               | Honda CBR 600RR | 14   | +45.605   | 18º     | 7     |
| 10º  | 31 | Patrick McDougall      | Beowulf Motorsport.com      | Suzuki GSX 600R | 14   | +46.160   | 13º     | 6     |
| 11º  | 11 | Ronald ter Braake      | Ten Kate Kobutex Honda      | Honda CBR 600RR | 14   | +46.675   | 15º     | 5     |
| 12º  | 86 | Javier Hidalgo         | Hidalva Team                | Honda CBR 600RR | 14   | +49.890   | 25º     | 4     |
| 13º  | 39 | Nicky Wimbauer         | Moto 1                      | Suzuki GSX 600R | 14   | +50.284   | 22º     | 3     |
| 14º  | 99 | Jorge Villar Machado   | Alapont Competition         | Honda CBR 600RR | 14   | +51.895   | 12º     | 2     |
| 15º  | 96 | Jonathan Gallina       | Junior Team Italia Megabike | Honda CBR 600RR | 14   | +55.531   | 16º     | 1     |
| 16º  | 73 | Andrzej Chmielewski    | DFXtreme Majestic           | Yamaha YZF R6   | 14   | +58.370   | 24º     |       |
| 17º  | 22 | Danny De Boer          | Remar racing Ten Kate Honda | Honda CBR 600RR | 14   | +59.274   | 19º     |       |
| 18º  | 27 | Barry Burrell          | MS Akuna Racing             | Honda CBR 600RR | 14   | +59.835   | 23º     |       |
| 19º  | 13 | Gabriele Perri         | SBP Racing                  | Kawasaki ZX 6RR | 14   | +1'00.579 | 17º     |       |
| 20º  | 64 | Daniel Rivas Fernandez | Moto Sport Racing           | Honda CBR 600RR | 14   | +1'04.303 | 8º      |       |
| 21º  | 41 | Davide Caldart         | WLB Racing                  | Yamaha YZF R6   | 13   | +1 giro   | 27º     |       |
| 22º  | 14 | Nicolas Pirot          | Zone Rouge                  | Yamaha YZF R6   | 13   | +1 giro   | 28º     |       |

#### Ritirati
| Nº | Pilota          | Squadra                     | Motocicletta    | Giri | Griglia |
| -- | --------------- | --------------------------- | --------------- | ---- | ------- |
| 33 | Marek Szkopek   | Grandys Junior Racing       | Suzuki GSX 600R | 13   | 26º     |
| 26 | Tom van Looy    | Herman Verboven Racing      | Suzuki GSX 600R | 10   | 21º     |
| 19 | Xavier Siméon   | Alstare Suzuki Corona Extra | Suzuki GSX 600R | 8    | 7º      |
| 12 | Roy Ten Napel   | Ten Kate Kobutex Honda      | Honda CBR 600RR | 8    | 9º      |
| 24 | Daniele Beretta | DBG Racing                  | Kawasaki ZX 6RR | 2    | 11º     |
| 51 | Alessia Polita  | Celani Team - Suzuki Italia | Suzuki GSX 600R | 0    | 20º     |